# Хосака, Цукаса
Цукаса Хосака (яп. 保坂 司 Хосака Цукаса, 3 марта 1937, префектура Яманаси — 21 января 2018) — японский футболист.

## Карьера
На протяжении своей футбольной карьеры выступал за клуб «Фурукава Электрик».

## Национальная сборная
С 1960 по 1964 год сыграл за национальную сборную Японии 19 матчей. Также участвовал в Олимпийских играх 1964 года.

## Статистика за сборную
| Сборная Японии | Сборная Японии | Сборная Японии |
| Год            | Матчи          | Голы           |
| -------------- | -------------- | -------------- |
| 1960           | 1              | 0              |
| 1961           | 6              | 0              |
| 1962           | 6              | 0              |
| 1963           | 5              | 0              |
| 1964           | 1              | 0              |
| Итого          | 19             | 0              |

## Достижения
- Кубок Императора; 1960, 1961, 1964